# 유도적 언어
유도적 언어(Loaded language)는 수사학에서 감정적 반응이나 고정관념을 이용하기 위해 강한 의미를 가진 단어와 구를 이용하여 청중에게 영향을 주는 수사법이다.
찰스 스티븐슨이 처음으로 감정적/윤리적 단어라는 것을 정의하였다. 예를 들어, '테러리스트'라는 단어는 특정 행동을 위해 특정 행위를 하는 사람을 지칭하기 위해서만 사용하는 것이 아니며, '고문'이나 '자유'와 같은 단어도 사전적 개념 그 이상의 의미로 사용한다고 말했다. 이러한 단어들은 '자기장'과 같은 효과를 만들어 청중을 특정한 방향으로 인식하고 판단하게 만든다고 주장했다. 이런 도덕적인 가치에 엄격히 구속된 '감정적인 단어'들은 사람의 감정을 이끌어낸다고 보았다. 현대 심리학에서는 특정 단어가 감정적으로 이어지는 가치판단을 전제하고 만들어낼 때, 그 단어를 "감정적 호소력"(emotional valence)을 가지고 있다고 말한다.

## 같이 보기
- 유도신문

## 참고 문헌
- Frijda, N.; Mesquita, B. (2000). 《Beliefs through emotions. In N. Frijda, A. Manstead, & S. Bem (Eds.), Emotions and beliefs: how feelings influence thoughts》. Cambridge: Cambridge University Press. 45–77쪽.
- Heller, Richard (2002). 《High Impact Speeches》. Pearson Education. 54쪽. ISBN 978-0-273-66202-0.
- Macagno, Fabrizio; Walton, Douglas (2014). 《Emotive Language in Argumentation》. New York: Cambdridge University Press.
- Murray, Malcolm; Kujundzic, Nebojsa (2005). 《Critical Reflection》. McGill Queen's University Press. 90쪽. ISBN 978-0-7735-2880-2.
- Orwell, George (1946). “Politics and the English Language”. 《Horizon》. April. 2012년 1월 30일에 원본 문서에서 보존된 문서.
- Stevenson, Charles (1937). “The Emotive Meaning of Ethical Terms.”. 《Mind》 46: 14–31. doi:10.1093/mind/xlvi.181.14.
- Stevenson, Charles (July 1938). “Persuasive Definitions”. 《Mind》 47 (187): 331–350. doi:10.1093/mind/xlvii.187.331.
- Stevenson, Charles (1944). 《Ethics and Language》. Connecticut: Yale University Press.
- Weston, Anthony (2000). 《A Rulebook for Arguments》. Hackett Publishing. 6쪽. ISBN 978-0-87220-552-9.

## 추가 자료
- Walton, Douglas; Macagno, Fabrizio (2015). “The Importance and Trickiness of Definition Strategies in Legal and Political Argumentation.”. 《Journal of Politics and Law》 8 (1): 137–148. doi:10.5539/jpl.v8n1p137.